# Relazione costitutiva (elettrotecnica)
La relazione costitutiva di un componente elettrico è il modello matematico che ne descrive il funzionamento. Generalmente la relazione costitutiva di un componente elettrico descrive la relazione esistente tra le variabili elettriche (di solito tensione e corrente, ma non sempre) e può essere espressa, anche in funzione di come deve essere impiegata, come relazione algebrica, differenziale, o in un campo trasformato (per esempio come relazione tra fasori) o, in alcuni casi, con un grafico tra le variabili elettriche di interesse (si usa quest'ultima rappresentazione soprattutto quando la relazione viene ottenuta con misure sperimentali).
Se ci si riferisce ad un dispositivo reale, la relazione costitutiva, come tutti i modelli matematici di oggetti reali, è valida solo in un campo limitato delle variabili che ne descrivono il funzionamento. In particolare si dice che la relazione costitutiva di un componente reale è lineare se nel campo "previsto" di funzionamento si può ragionevolmente approssimare con una relazione lineare. In questo caso si può sostituire il componente reale con il corrispondente componente ideale lineare, senza timore di errori che compromettano il funzionamento del circuito che include il componente stesso. 
I data sheet (fogli descrittivi) forniti dalle case produttrici solitamente descrivono il comportamento dei componenti elettrici per mezzo di grafici e contengono, nella maggior parte dei casi, anche la descrizione delle variabilità del comportamento dovute alle incertezze dei processi di produzione o rispetto ad altri parametri, come per esempio la temperatura di funzionamento.
In particolare, per i componenti resistivi, la relazione costitutiva esprime una relazione tra tensione e corrente. 

## Esempi

### Componenti resistivi
resistore lineare tempo invariante {\displaystyle v(t)=Ri(t)}
diodo ideale {\displaystyle i(t)=0} se {\displaystyle v(t)<0}, {\displaystyle v(t)=0} se {\displaystyle i(t)\geq 0}
diodo ideale (di Shockley) {\displaystyle I_{D}=I_{0}\left({e^{qV_{D} \over nkT}-1}\right)}

### Generatori di tensione e corrente
generatore ideale di tensione costante {\displaystyle v(t)=E_{0}}
generatore ideale di tensione sinusoidale {\displaystyle v(t)=E_{0}\cos(\omega t+\phi _{v})}

### Componenti dinamici
condensatore lineare ideale tempo invariante {\displaystyle v(t)={\frac {q(t)}{C}}} oppure rispetto alla carica, {\displaystyle q(t)=Cv(t)}
Le grandezze tensione e corrente non sono appropriate per definire il comportamento di un capacitore, in quanto non vi è un legame universale tra di esse, il quale dipende dal tipo di circuito. Per questo motivo nell'equazione costitutiva del condensatore si utilizza la carica e non la corrente. 
induttore lineare ideale tempo invariante {\displaystyle v(t)=L{\frac {di(t)}{dt}}} oppure, rispetto al flusso, {\displaystyle \phi (t)=Li(t)}